# 최지호 (가수)
지호 (본명: 최지호, 2004년 6월 10일~)는 대한민국의 앰퍼샌드원의 멤버이다.

## 경력
- 2023년 ~ 그룹 앰퍼샌드원 멤버

## 개요
2023년 11월 15일에 데뷔한 대한민국의 7인조 다국적 보이그룹 앰퍼샌드원의 멤버. 그룹 내에서 리더와 메인보컬 을 맡고 있다.

## 리더
나이 상으로는 최연장자가 아닌 중간 연령대임에도 리더를 맡고 있다. 그럼에도 최지호가 리더를 맡게된 이유는 앰퍼샌드원이 다국적 그룹이라 소통 문제 때문도 있었고 나캠든이 마카야, 김승모를 비롯한 막내들과 나이 차이로 인해 의견차가 있을 때 말하기 조심스러워하는 부분이 있을 것 같다는 등의 여러 이유 때문이라고 밝혀졌다. # 또한 한국 아이돌 그룹들은 남녀를 막론하고 최연장자에게 리더 자리를 부여하는 경우가 대부분인데, 앰퍼샌드원처럼 최연장자와 차연장자가 전부 외국인 멤버인 경우에는 차선책으로 가장 나이가 많은 한국인 멤버가 리더를 맡기 때문에 최지호에게 리더 자리를 준 것으로 보인다.

## 여담
- 서울 토박이라고 한다.
- 감성 사진을 잘 찍는다고 한다.
- 저스틴 초이 라는 영어 이름이 있다. 8살 때 1년 정도 미국 보스턴에서 살았다고 한다.
- 수능장에 2분 전에 도착했다고 한다.